# Michail Fomitsch Kriwoschapkin
Michail Fomitsch Kriwoschapkin bzw. Mihail Fomich Krivoshapkin (* 1825; † 1900), russ. Михаил Фомич Кривошапкин, war ein russischer Arzt und Ethnograph aus dem Gebiet von Jenisseisk in Sibirien. Er schrieb ein Werk über das Leben im Jenissei-Gebiet (1865), worin er sich auch mit dem Schamanismus aus medizinischer Sicht beschäftigte.

## Werke
- Eniseiskii okrug i ego zhizn. St. Petersburg 1865